# Lorain, Ohio
Lorain là một thành phố thuộc quận Lorain, tiểu bang Ohio, Hoa Kỳ. Năm 2010, dân số của thành phố này là 64097 người.

## Dân số
- Dân số năm 2000: 68652 người.
- Dân số năm 2010: 64097 người.